# 最終幻想 探險者們
《最終幻想 探險者們》是日本遊戲公司史克威爾艾尼克斯所開發，預定於任天堂3DS平台所發行的動作角色扮演遊戲。

## 评价
《最终幻想 冒险者》被日本著名游戏杂志《FAMI通》打分为32分（40满分）。中国大陆的《游戏机实用技术》给本作打出了18分（30满分）。

## 外部連結
- 官方网站（日語）